# Erin Brockovich (film)
Erin Brockovich – oparty na biografii Erin Brockovich, amerykański film fabularny z 2000 w reżyserii Stevena Soderbergha.
Film miał swoja premierę w Los Angeles 14 marca 2000 roku. W Polsce trafił do sal kinowych 19 maja 2000 roku. Zdjęcia realizowano w dniach od 5 maja do 5 sierpnia 1999 w Kalifornii, w miejscowościach: Hinkley, Barstow, North Hollywood, Baker, Desert Lake, Ventura, Westwood, Oxnard.

## Opis fabuły
Bezrobotna Erin Brockovich, była królowa piękności i matka trojga dzieci, ulega wypadkowi samochodowemu. W sądzie przegrywa sprawę o odszkodowanie, ale wymusza na adwokacie Edzie Masrym, by ją zatrudnił w swojej kancelarii. Odkrywa, że jeden z zakładów koncernu Pacific Gas and Electric zatruwa środowisko naturalne, powodując, że wielu mieszkańców pobliskiego Hinkley choruje na raka. Erin postanawia pozwać potężną firmę.

## Obsada
- Julia Roberts – Erin Brockovich
- Albert Finney – Ed Masry
- Aaron Eckhart – George
- Marg Helgenberger – Donna Jensen
- Tracey Walter – Charles Embry
- Peter Coyote – Kurt Potter
- Cherry Jones – Pamela Duncan
- Scarlett Pomers – Shanna Jensen
- Michael Harney – Pete Jensen
- Veanne Cox – Theresa Dallavale
- Scotty Leavenworth – Matthew Brown
- Gemmenne de la Peña – Katie Brown

## Nagrody i nominacje
| Rok  | Nagroda                   | Kategoria                       | Tytułem           | Rezultat  |
| ---- | ------------------------- | ------------------------------- | ----------------- | --------- |
| 2001 | Nagroda Akademii Filmowej | Najlepsza aktorka               | Julia Roberts     | Wygrana   |
| 2001 | Nagroda Akademii Filmowej | Najlepszy reżyser               | Steven Soderbergh | Nominacja |
| 2001 | Nagroda Akademii Filmowej | Najlepszy film                  | Steven Soderbergh | Nominacja |
| 2001 | Nagroda Akademii Filmowej | Najlepszy film                  | Danny DeVito      | Nominacja |
| 2001 | Nagroda Akademii Filmowej | Najlepszy aktor drugoplanowy    | Albert Finney     | Nominacja |
| 2001 | Nagroda Akademii Filmowej | Najlepszy scenariusz oryginalny | Susannah Grant    | Nominacja |
| 2001 | Złoty Glob                | Najlepsza aktorka w dramacie    | Julia Roberts     | Wygrana   |
| 2001 | Złoty Glob                | Najlepszy aktor drugoplanowy    | Albert Finney     | Nominacja |
| 2001 | Złoty Glob                | Najlepszy dramat                |                   | Nominacja |
| 2001 | Złoty Glob                | Najlepszy reżyser               | Steven Soderbergh | Nominacja |
| 2001 | BAFTA                     | Najlepsza główna rola kobieca   | Julia Roberts     | Wygrana   |
| 2001 | BAFTA                     | Najlepsza reżyseria             | Steven Soderbergh | Nominacja |
| 2001 | BAFTA                     | Najlepszy reżyser               | Steven Soderbergh | Nominacja |
| 2001 | BAFTA                     | Najlepszy scenariusz oryginalny | Susannah Grant    | Nominacja |
| 2001 | BAFTA                     | Najlepszy aktor drugoplanowy    | Albert Finney     | Nominacja |
| 2001 | BAFTA                     | Najlepszy film                  | Danny DeVito      | Nominacja |
| 2001 | BAFTA                     | Najlepszy montaż                | Anne V. Coates    | Nominacja |
| 2001 | MTV Movie Award           | Najlepsza rola kobieca          | Julia Roberts     | Wygrana   |
| 2001 | MTV Movie Award           | Najlepszy film                  |                   | Nominacja |
| 2001 | Amanda                    | Najlepszy film zagraniczny      | Steven Soderbergh | Nominacja |
| 2001 | Felix                     |                                 | Steven Soderbergh | Nominacja |